# Anaïs Nin
Anaïs Nin, all'anagrafe Angela Anaïs Juana Antolina Rosa Edelmira Nin y Culmell (Neuilly-sur-Seine, 21 febbraio 1903 – Los Angeles, 14 gennaio 1977), è stata una scrittrice statunitense.
Considerata una delle più controverse autrici del Novecento, donna affascinante, cosmopolita e dall'eleganza oriental-mitteleuropea, è cresciuta tra l'Europa e New York, destando scalpore nell'ambiente letterario con la pubblicazione dei suoi racconti a contenuto erotico.
La sua opera maggiormente conosciuta è probabilmente il Diario, una raccolta di scritti autobiografici in forma, appunto, di diario iniziata nel 1931 (e aggiornata fino alla morte), che è stata pubblicata a partire dal 1966.
Dal volume I dei Diari nel 1986 sono state estratte parti che hanno costituito materia per il libro Henry and June: From the Unexpurgated Diary of Anais Nin - o Henry and June: From A Journal of Love: the Unexpurgated Diary of Anais Nin (1931-1932) - comprendenti estratti che vanno dall'ottobre 1931 all'ottobre dell'anno successivo, su cui è stato basato il film del 1990 Henry & June che racconta della sua relazione con lo scrittore Henry Miller e la moglie di questi, June Mansfield.
In virtù dei suoi lavori, lo stile compositivo di Nin viene annoverato fra i maggiori contributi alla letteratura erotica (con scritti redatti da grafomane), dalle cui pagine emerge l'enorme passione per la scrittura che ha coltivato fin dalla più giovane età.

## Biografia

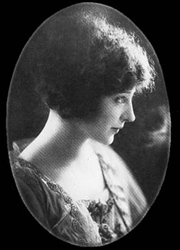
Foto di Nin ancora adolescente (1920 circa)

Nacque a Neuilly-sur-Seine, in Francia, il 21 febbraio del 1903, figlia di Joaquin Nin, un pianista cubano di origini spagnole, e di Rosa Culmell, una cantante cubana di origini francesi e danesi. Anaïs trascorse l'infanzia in Europa fino all'abbandono del padre. All'epoca aveva 11 anni, e nel Diario 1 ricorda come proprio in quell'occasione, tutt'altro che piacevole, sia iniziata la passione per la scrittura: comincerà il diario proprio come una lunga lettera al padre.
Dopo l'abbandono paterno, Anaïs si trasferì con la madre e i fratelli prima a Barcellona, poi a New York, dove conobbe l'ambiente americano, studiò danza spagnola e visse con la famiglia finché, ventenne, si sposò nel marzo 1923 a L'Avana con Hugh Parker Guiler, di professione bancario e futuro cineasta sperimentale.
Il matrimonio si rivelò presto un'amara prigione per la scrittrice che, anni dopo, si rifugiò in numerose relazioni adulterine, quasi a riscattare il senso di noia profonda che l'avvolgeva. A Guiler rimase sposata tuttavia fino alla morte, nonostante dal 1955 al 1966 fosse sposata con Rupert Pole (le nozze furono invalidate su richiesta della stessa Nin per evitare ai due coniugi guai a livello tributario).

### Il periodoparisien
È del 1931 D.H. Lawrence. Uno studio non accademico, il primo libro pubblicato da Anaïs Nin, un saggio su D. H. Lawrence, autore di L'amante di Lady Chatterley.
A Parigi Nin era arrivata nel 1929, poco prima della pubblicazione del saggio su Lawrence, richiamata dal fervido clima intellettuale della città che negli anni trenta ospita alcuni tra i più grandi artisti, scrittori, poeti, musicisti dell'epoca. Si stabilisce a Louveciennes, alle porte della capitale, dove inizierà a compilare (conservandola per una successiva pubblicazione) la prima parte del suo diario, che diventerà poi famoso come Diario di Anaïs Nin.
A Parigi conobbe Henry Miller, autore di Tropico del Cancro e Tropico del Capricorno, si innamorò della sua rudezza, del suo modo di trattare le parole con fare burbero. Presto conobbe anche la moglie di Miller, June Mansfield, con la quale intrecciò una relazione: «Quando June mi è venuta incontro, ho visto per la prima volta la donna più bella del mondo», annotò nel 1931 nel suo diario. E nel diario parigino passeranno volti notissimi, come ad esempio quello di Antonin Artaud.

### La psicoanalisi
Il rapporto di Nin con la psicoanalisi è controverso. Iniziò già a Parigi, dove cercava di ritrovare se stessa. Ben presto andò in analisi da René Allendy e da Otto Rank, allievo di Sigmund Freud, con cui intreccerà relazioni amorose. Continuò a frequentare e a collaborare con il secondo anche a New York. La carriera da psicoanalista l'annoiò quasi subito, confusa tra sé stessa e le turbe dei pazienti, Anaïs tornò alla "sua" verità grazie alla letteratura. Negli anni cinquanta sperimentò l'LSD, come documentato nel saggio contenuto in The diary of Anais Nin, in cui la scrittrice descrive il modo in cui la sostanza agisce sulla creatività e sulla percezione del proprio subconscio. Alla fine degli anni 1940 conobbe il regista underground Kenneth Anger, che nel 1953 la volle nel suo film Inauguration of the Pleasure Dome.

### Letteratura erotica
Nin è stata un'esponente di spicco nel panorama della letteratura erotica femminile. Certamente influenzata dal piglio di Henry Miller (con il quale aveva intrecciato una relazione, oltre ad avere instaurato con lui una forte collaborazione sul piano più propriamente letterario), Anaïs scopre presto di non avere remore e si racconta.
Negli anni quaranta un collezionista di libri diede 100 dollari al mese a Miller per scrivere racconti sul sesso. Lui ne rideva con l'amica-amante e poi decise di renderla partecipe. Anaïs scoprì così la libertà del sesso, diventando ben presto scrittrice apprezzata anche nel campo della letteratura erotica. Emblematico il suo più famoso libro Il delta di Venere.

### La sessualità
La sessualità di Nin è complessa quasi quanto l'opera di auto-analisi, che sono i suoi diari. Annoiata dalla piega borghese che prese il matrimonio con Hugh, non si tirò indietro nell'intrecciare relazioni extraconiugali. A Parigi amò June, la moglie di Miller; intrecciò una relazione anche con Otto Rank, il suo psicoanalista. Nel volume III del Diario (1939-1944) annotò la propria infatuazione per la pittrice Bridget Bate Tichenor.
Per un periodo, sarà addirittura bigama, vivendo un po' a New York col marito Hugo, e un po' in California, con Rupert Pole, conosciuto in un ascensore a New York. Il matrimonio durò dal 1955 al 1966, quando Nin stessa richiese l'annullamento. Altri flirt sono emersi in anni recenti.

### Morte
La Nin morì di cancro a Los Angeles, assistita da Rupert Pole, il 14 gennaio 1977. Pochi anni prima aveva ricevuto una laurea ad honorem in lettere dal Philadelphia College of Art. La Nin aveva nominato Pole esecutore testamentario della sua produzione letteraria; in quanto tale, Pole fece pubblicare, tra il 1985 e il 2006 (quando egli morì) una versione integrale dei libri e dei diari della Nin.
Le ceneri della scrittrice furono sparse nella baia di Santa Monica.

## Opere
- 1931 - D.H. Lawrence: An Unprofessional Study, trad. Delfina Vezzoli, D.H. Lawrence. Uno studio non accademico, Bompiani, Milano 1988 ISBN 88-452-4732-5
- 1936 - House of Incest, con fotomontaggi di Val Telberg, trad. Carlo Alberto Corsi, La casa dell'incesto, Guanda, Parma 1979; trad. Maria Caronia, La casa dell'incesto, SE, Milano 1986 ISBN 88-7710-028-1 e Feltrinelli, Milano 1992 ISBN 88-07-81203-7 ISBN 978-88-07-81203-3
- 1939 - La voce, Bompiani, Milano 1981 ISBN 88-452-1910-0 ISBN 88-452-5424-0, contiene le due raccolte di racconti:
  - Winter of Artifice (1939), trad. Delfina Vezzoli, Inverno artificiale
    - nell'ed. 1942 il primo racconto Djuna è sostituito da Stella

  - Under a Glass Bell (1944), silografie di Ian Hugo, trad. Orazio Viani, Sotto la campana di vetro (su licenza Arnoldo Mondadori Editore, Milano 1951)
- 1959 - Cities of Interior, raccolta di cinque romanzi:
  - 1946 - Ladders to Fire, trad. Monica Pavani, Scale di fuoco, Fazi Editore, Roma 1998 ISBN 88-8112-080-1 ISBN 978-88-8112-879-2
  - 1947 - Children of the Albatross, trad. Martina Rinaldi, Figli dell'albatros, Fazi, Roma 2001 ISBN 88-8112-188-3 ISBN 978-88-8112-852-5
    - Part I: The Sealed Room
    - Part II: The Cafe

  - 1950 - The Four-Chambered Heart, trad. Martina Rinaldi, Le quattro stanze del cuore, Fazi, Roma 1999 ISBN 88-8112-115-8
  - 1954 - A Spy in the House of Love, trad. Delfina Vezzoli, Una spia nella casa dell'amore, Bompiani, Milano 1979 ISBN 88-452-9149-9
  - 1961 - Seduction of the Minotaur, postfazione di Wayne McEnvilly, trad. Gioia Zanette, Seduzione del Minotauro, SugarCo, Milano 1963; trad. Martina Rinaldi, Seduzione del Minotauro, Fazi, Roma 2000 ISBN 88-8112-143-3
    - 1958 - Solar Barque (uscito in precedenza, poi parte di Seduction of the Minotaur)
- 1964 - Collages, illustrazioni di Jean Varda, trad. Maria Luisa Minio-Paluello, Collages, a cura di Viola Papetti, Fazi, Roma 1996 ISBN 88-8112-586-2 ISBN 88-8112-023-2 ISBN 978-88-8112-586-9
- 1968 - The Novel of the Future
- 1968 - Unpublished Selections from the Diary, a cura di Duane Schneider (ed. rara di 140 copie firmate)
- 1969 - Delta of Venus, trad. Delfina Vezzoli, Il delta di Venere, Bompiani, Milano 1978 ISBN 88-452-4653-1 scritto originariamente negli anni quaranta
- 1970 - Nuances (edizione rara di 99 copie firmate)
- 1976 - A Woman Speaks. The Lectures, Seminars, and Interviews of Anaïs Nin, a cura di Evelyn J. Hinz
- 1976 - In Favor of the Sensitive Man and Other Essays
- 1976 - Aphrodisiac, disegni erotici di John Boyce su brani dalle opere di e con prefazione di Anaïs Nin
- 1977 - Waste of Timelessness and Other Early Stories, introduzione di Gunther Stuhlmann, trad. Stefania Forlani e Valeria Gorla, Spreco di eternità e altri racconti, La Tartaruga, Milano 2021 ISBN 9788894814354 contiene:
  - Waste of timelessness
  - The song in the garden
  - The fear of Nice
  - The Gypsy feeling
  - The Russian who did not believe in miracles and why
  - The dance which could not be danced
  - A dangerous perfume
  - Red roses
  - Our minds are engaged
  - Alchemy
  - Tishnar
  - The idealist
  - The peacock feathers
  - Faithfulness
  - A spoiled party
  - A slippery floor
- 1979 - Little Birds, trad. Delfina Vezzoli, Uccellini, Bompiani, Milano 1980 ISBN 88-452-0845-1 ISBN 88-452-4601-9, contiene:
  - Preface
  - Little Birds
  - The Woman on the Dunes
  - Lina
  - Two Sisters
  - Sirocco
  - The Maja
  - A Model
  - The Queen
  - Hilda and Rango
  - The Chanchiquito
  - Saffron
  - Mandra
  - Runaway
- 1980 - The Illustrated Delta of Venus (in ed. economica 1990)
- 1986 - Henry and June. From a Journal of Love: the Unexpurgated Diary, prefazione di Robert Pole, trad. Delfina Vezzoli, Bompiani, Milano 1987 ISBN 88-452-4657-4 basato sui diari degli anni 1931-1932
- 1987 - A Literate Passion. Letters of Anaïs Nin and Henry Miller, a cura di Gunther Stuhlmann, trad. Francesco Saba Sardi, Storia di una passione. Lettere 1932-1953, Bompiani, Milano 1989 ISBN 88-452-4687-6
- 1992 - Incest. From a Journal of Love: the Unexpurgated Diary, trad. Francesco Saba Sardi, Incesto, Bompiani 1993 ISBN 88-452-5118-7 basato sui diari degli anni 1932-1934
- 1992 - Letters to a friend in Australia, postfazione di David N. Pepperel
- 1994 - Conversations with Anais Nin
- 1995 - Fire. From a Journal of Love: the Unexpurgated Diary, trad. Delfina Vezzoli, Fuoco, Bompiani, Milano 1996 ISBN 88-452-5079-2 ISBN 978-88-452-5079-8, basato sui diari degli anni 1934-1937
- 1995 - The Mystic of Sex and Other Writings, 1930-1974, introduzione di Gunther Stuhlmann, trad. Anna Chiara Gisotti, Mistica del sesso, Fazi, Roma 1997 ISBN 88-8112-056-9 ISBN 88-8112-533-1, raccolta di saggi, contiene:
  - La donna del futuro:
    - La nuova donna
    - Donne di New York
    - Lou Andreas-Salomé, la prima donna moderna
    - La scrittura delle donne

  - Lo scrittore e i simboli:
    - Lo scrittore e i simboli
    - Realismo e realtà (1946)
    - Sullo scrivere (1947)
    - L'importanza di Otto Rank
    - Lo scrittore e l'inconscio
    - La missione del poeta
    - L'energia del fuoco
    - Mistica del sesso (primo sguardo a D.H. Lawrence)

  - La bambina in giallo:
    - Assassinio sulla Place du Tertre
    - Il merlo bianco
    - La bambina in giallo
    - Cosa mi sarebbe piaciuto essere
- 1996 - Nearer The Moon. From a Journal of Love: the Unexpurgated Diary, prefazione di Rupert Pole, note di Gunther Stuhlmann
- 2004 - Morale des épicentres di Marcel Marceau ed. Denoël, contiene 15 lettere di Nin all'autore
- 2005 - Artists and Models
- 2005 - The Collector's Edition of Lost Erotic Novels contiene:
  - White Stains (Anaïs Nin) oltre a: Instruments of the Passion (anonimo, ma Alizarin Lake); Misfortunes of Mary (anonimo, ma Arnold Kem) e Innocence (Harriet Daimler)
- 2007 - Eros Unbound

### Diario di Anaïs Nin
- (FR)  Journal d'enfance - 1919-1920
- Linotte. The Early Diary of Anaïs Nin: volume 1: 1914-1920, introduzione di Joaquin Nin-Culmell (1978)
- The Early Diary of Anaïs Nin, volume 2: 1920-1923, introduzione di Joaquin Nin-Culmell (1983)
- Journal of a Wife. The Early Diary of Anaïs Nin, Volume 3: 1923-27 (1984)
- The Early Diary of Anaïs Nin, Volume 4: 1927-31, 1986
- A Photographic Supplement to the Diary of Anaïs Nin (1974)
- The Diary of Anaïs Nin VII - 1966-1974 (1980 e 1981)

- Il Diario, a cura di Gunther Stuhlmann, nelle edizioni Bompiani, in trad. di Delfina Vezzoli
  - Diario I - 1931-1934 (1966 e 1969) ISBN 88-452-4868-2
  - Diario II - 1934-1939 (1967 e 1986) ISBN 88-452-4869-0
  - Diario III - 1939-1944 (1969 e 1983) ISBN 88-452-4870-4
  - Diario IV - 1944-1947 (1971 e 1983) ISBN 88-452-4871-2
  - Diario V - 1947-1955 (1974) ISBN 88-452-4872-0
  - Diario VI - 1955-1966 (1976 e 1977) ISBN 88-452-4873-9

Una nuova ed. con il titolo The Journals of Anaïs Nin, è cominciata nel 1996 presso London: Peter Owen.

## Filmografia

### Soggetto
- Henry & June, regia di Philip Kaufman (1990)
- La stanza delle parole, regia di Franco Molè (1990)
- Il delta di Venere (Delta of Venus), regia di Zalman King (1995)

### Attrice
- Ritual in Transfigured Time, regia di Maya Deren - cortometraggio (1946)
- Bells of Atlantis, regia di Ian Hugo - cortometraggio (1952)
- Inauguration of the Pleasure Dome, regia di Kenneth Anger  - cortometraggio (1954)

### Documentari su Anaïs Nin
- Anais Nin Observed, regia di Robert Snyder (1974)
- Drug-Taking and the Arts, regia di Storm Thorgerson (1994)